# Volta ao Algarve 2024
La Volta ao Algarve 2024, cinquantesima edizione della corsa e valevole come evento dell'UCI ProSeries 2024 categoria 2.Pro, si svolse in cinque tappe dal 14 al 18 febbraio 2024 su un percorso di 752,7 km, con partenza da Portimão e arrivo all'Alto do Malhão, in Portogallo. La vittoria fu appannaggio del belga Remco Evenepoel, il quale completò il percorso in 18h45'53", alla media di 40,052 km/h, precedendo il colombiano Daniel Martínez e lo sloveno Jan Tratnik.
Sul traguardo dell'Alto do Malhão 147 ciclisti, su 175 partiti da Portimão, portarono a termine la competizione.

## Tappe
| Tappa  | Data        | Percorso                                  | km    | Vincitore di tappa | Leader cl. generale |
| ------ | ----------- | ----------------------------------------- | ----- | ------------------ | ------------------- |
| 1ª     | 14 febbraio | Portimão > Lagos                          | 200,8 | Gerben Thijssen    | Gerben Thijssen     |
| 2ª     | 15 febbraio | Lagoa > Alto da Fóia                      | 171,9 | Daniel Martínez    | Daniel Martínez     |
| 3ª     | 16 febbraio | Vila Real de Santo António > Tavira       | 192,2 | Wout Van Aert      | Daniel Martínez     |
| 4ª     | 17 febbraio | Albufeira > Albufeira (cron. individuale) | 22    | Remco Evenepoel    | Remco Evenepoel     |
| 5ª     | 18 febbraio | Faro > Alto do Malhão                     | 165,8 | Daniel Martínez    | Remco Evenepoel     |
| Totale | Totale      | Totale                                    | 752,7 |                    |                     |

## Squadre e corridori partecipanti
| N.      | Cod. | Squadra                   |
| ------- | ---- | ------------------------- |
| 1-7     | BOH  | Bora-Hansgrohe            |
| 11-17   | ADC  | Alpecin-Deceuninck        |
| 21-27   | ARK  | Arkéa-B&B Hotels          |
| 31-37   | AST  | Astana Qazaqstan Team     |
| 41-47   | EFE  | EF Education-EasyPost     |
| 51-57   | GFC  | Groupama-FDJ              |
| 61-67   | IGD  | Ineos Grenadiers          |
| 71-77   | IWA  | Intermarché-Wanty         |
| 81-87   | LTK  | Lidl-Trek                 |
| 91-97   | SOQ  | Soudal Quick-Step         |
| 101-107 | DFP  | Team DSM-Firmenich PostNL |
| 111-117 | TVL  | Team Visma-Lease a Bike   |
| 121-127 | UAD  | UAE Team Emirates         |

| N.      | Cod. | Squadra                          |
| ------- | ---- | -------------------------------- |
| 131-137 | CJR  | Caja Rural-Seguros RGA           |
| 141-147 | TUD  | Tudor Pro Cycling Team           |
| 151-157 | UXM  | Uno-X Mobility                   |
| 161-167 | CDF  | ABTF Betão-Feirense              |
| 171-177 | ATF  | AP Hotels & Resorts-Tavira       |
| 181-187 | ALL  | Aviludo-Louletano-Loulé Concelho |
| 191-197 | LAA  | Credibom-LA Alumínios-Marcos Car |
| 201-207 | EFL  | Efapel Cycling                   |
| 211-217 | KSU  | Kelly-Simoldes-UDO               |
| 221-227 | RPB  | Rádio Popular-Paredes-Boavista   |
| 231-237 | SAT  | Sabgal-Anicolor                  |
| 241-247 | TAV  | Tavfer-Ovos Matinados-Mortágua   |

## Dettagli delle tappe

### 1ª tappa
- 14 febbraio: Portimão > Lagos – 200,8 km

Risultati
| Pos. | Corridore           | Squadra     | Tempo    |
| ---- | ------------------- | ----------- | -------- |
| 1    | Gerben Thijssen     | Intermarché | 4h52'04" |
| 2    | Marijn van den Berg | EF          | s.t.     |
| 3    | Jordi Meeus         | Bora        | s.t.     |

| Pos. | Corridore           | Squadra     | Tempo    |
| ---- | ------------------- | ----------- | -------- |
| 1    | Gerben Thijssen     | Intermarché | 4h51'54" |
| 2    | Marijn van den Berg | EF          | a 4"     |
| 3    | Tobias Bayer        | Alpecin     | s.t.     |

### 2ª tappa
- 15 febbraio: Lagoa > Alto da Fóia – 171,9 km

Risultati
| Pos. | Corridore       | Squadra | Tempo    |
| ---- | --------------- | ------- | -------- |
| 1    | Daniel Martínez | Bora    | 4h40'20" |
| 2    | Remco Evenepoel | Soudal  | s.t.     |
| 3    | Sepp Kuss       | Visma   | a 6"     |

| Pos. | Corridore       | Squadra | Tempo    |
| ---- | --------------- | ------- | -------- |
| 1    | Daniel Martínez | Bora    | 9h32'14" |
| 2    | Remco Evenepoel | Soudal  | a 4"     |
| 3    | Sepp Kuss       | Visma   | a 12"    |

### 3ª tappa
- 16 febbraio: Vila Real de Santo António > Tavira – 192,2 km

Risultati
| Pos. | Corridore        | Squadra | Tempo    |
| ---- | ---------------- | ------- | -------- |
| 1    | Wout Van Aert    | Visma   | 4h50'57" |
| 2    | Rui Oliveira     | UAE     | s.t.     |
| 3    | Marius Mayrhofer | Tudor   | s.t.     |

| Pos. | Corridore       | Squadra | Tempo     |
| ---- | --------------- | ------- | --------- |
| 1    | Daniel Martínez | Bora    | 14h23'11" |
| 2    | Remco Evenepoel | Soudal  | a 4"      |
| 3    | Sepp Kuss       | Visma   | a 12"     |

### 4ª tappa
- 17 febbraio: Albufeira > Albufeira – Cronometro individuale – 22 km

Risultati
| Pos. | Corridore        | Squadra  | Tempo  |
| ---- | ---------------- | -------- | ------ |
| 1    | Remco Evenepoel  | Soudal   | 27'09" |
| 2    | Magnus Sheffield | Ineos    | a 16"  |
| 3    | Stefan Küng      | Groupama | a 29"  |

| Pos. | Corridore       | Squadra | Tempo     |
| ---- | --------------- | ------- | --------- |
| 1    | Remco Evenepoel | Soudal  | 14h50'24" |
| 2    | Daniel Martínez | Bora    | a 47"     |
| 3    | Jan Tratnik     | Visma   | a 1'12"   |

### 5ª tappa
- 18 febbraio: Faro > Alto do Malhão – 165,8 km

Risultati
| Pos. | Corridore       | Squadra | Tempo    |
| ---- | --------------- | ------- | -------- |
| 1    | Daniel Martínez | Bora    | 3h55'35" |
| 2    | Remco Evenepoel | Soudal  | s.t.     |
| 3    | Thomas Pidcock  | Ineos   | a 3"     |

| Pos. | Corridore       | Squadra | Tempo     |
| ---- | --------------- | ------- | --------- |
| 1    | Remco Evenepoel | Soudal  | 18h45'53" |
| 2    | Daniel Martínez | Bora    | a 43"     |
| 3    | Jan Tratnik     | Visma   | a 1'21"   |

## Evoluzione delle classifiche
| Tappa              | Vincitore          | Classifica generale Maglia gialla | Classifica a punti Maglia verde | Classifica scalatori Maglia azzurra | Classifica giovani Maglia bianca | Classifica a squadre    |
| ------------------ | ------------------ | --------------------------------- | ------------------------------- | ----------------------------------- | -------------------------------- | ----------------------- |
| 1ª                 | Gerben Thijssen    | Gerben Thijssen                   | Gerben Thijssen                 | Tomás Contte                        | Magnus Sheffield                 | Ineos Grenadiers        |
| 2ª                 | Daniel Martínez    | Daniel Martínez                   | Gerben Thijssen                 | Daniel Martínez                     | António Morgado                  | Bora-Hansgrohe          |
| 3ª                 | Wout Van Aert      | Daniel Martínez                   | Gerben Thijssen                 | Daniel Martínez                     | António Morgado                  | Bora-Hansgrohe          |
| 4ª                 | Remco Evenepoel    | Remco Evenepoel                   | Gerben Thijssen                 | Daniel Martínez                     | Magnus Sheffield                 | Ineos Grenadiers        |
| 5ª                 | Daniel Martínez    | Remco Evenepoel                   | Gerben Thijssen                 | Daniel Martínez                     | António Morgado                  | Team Visma-Lease a Bike |
| Classifiche finali | Classifiche finali | Remco Evenepoel                   | Gerben Thijssen                 | Daniel Martínez                     | António Morgado                  | Team Visma-Lease a Bike |

Maglie indossate da altri ciclisti in caso di due o più maglie vinte
- Nella 2ª tappa Marijn van den Berg ha indossato la maglia verde al posto di Gerben Thijssen.
- Nella 3ª tappa Remco Evenepoel ha indossato la maglia azzurra al posto di Daniel Martínez.
- Nella 4ª tappa Nicolás Tivani ha indossato la maglia azzurra al posto di Daniel Martínez.

## Classifiche finali

### Classifica generale - Maglia gialla
| Pos. | Corridore       | Squadra  | Tempo     |
| ---- | --------------- | -------- | --------- |
| 1    | Remco Evenepoel | Soudal   | 18h45'53" |
| 2    | Daniel Martínez | Bora     | a 43"     |
| 3    | Jan Tratnik     | Visma    | a 1'21"   |
| 4    | Ben Healy       | EF       | a 1'42"   |
| 5    | Thymen Arensman | Ineos    | a 1'45"   |
| 6    | Thomas Pidcock  | Ineos    | a 1'49"   |
| 7    | Wout Van Aert   | Visma    | a 1'57"   |
| 8    | Sepp Kuss       | Visma    | a 1'59"   |
| 9    | Stefan Küng     | Groupama | a 2'06"   |
| 10   | António Morgado | UAE      | a 2'09"   |

### Classifica a punti - Maglia verde
| Pos. | Corridore       | Squadra     | Punti |
| ---- | --------------- | ----------- | ----- |
| 1    | Gerben Thijssen | Intermarché | 44    |
| 2    | Daniel Martínez | Bora        | 30    |
| 3    | Wout Van Aert   | Visma       | 29    |
| 4    | Rui Oliveira    | UAE         | 28    |
| 5    | Remco Evenepoel | Soudal      | 24    |

### Classifica scalatori - Maglia azzurra
| Pos. | Corridore          | Squadra | Punti |
| ---- | ------------------ | ------- | ----- |
| 1    | Daniel Martínez    | Bora    | 16    |
| 2    | Remco Evenepoel    | Soudal  | 14    |
| 3    | Andreas Leknessund | Uno-X   | 13    |
| 4    | Sepp Kuss          | Visma   | 9     |
| 5    | Nicolás Tivani     | Aviludo | 8     |

### Classifica giovani - Maglia bianca
| Pos. | Corridore          | Squadra    | Tempo     |
| ---- | ------------------ | ---------- | --------- |
| 1    | António Morgado    | UAE        | 18h48'02" |
| 2    | Magnus Sheffield   | Ineos      | a 3'32"   |
| 3    | Jan Christen       | UAE        | a 4'43"   |
| 4    | Per Strand Hagenes | Visma      | a 10'39"  |
| 5    | Jaume Guardeño     | Caja Rural | a 13'18"  |

### Classifica a squadre
| Pos. | Squadra                 | Tempo     |
| ---- | ----------------------- | --------- |
| 1    | Team Visma-Lease a Bike | 56h22'59" |
| 2    | Bora-Hansgrohe          | a 1'28"   |
| 3    | Ineos Grenadiers        | a 3'16"   |
| 4    | Soudal Quick-Step       | a 9'23"   |
| 5    | UAE Team Emirates       | a 9'29"   |